# 交野天神社
交野天神社（かたのあまつかみのやしろ/かたのてんじんじゃ）は、大阪府枚方市楠葉丘にある神社。旧社格は村社。継体天皇の樟葉宮の跡地と伝えられている。

## 祭神
- 主祭神 - 光仁天皇、天児屋根命、菅原道真

## 歴史
『続日本紀』及び『岩清水神宮 縁起』によると、桓武天皇が延暦6年（787年）11月5日、交野郡に父光仁天皇を祀るための郊祀壇（こうしだん）を設けたとあり、ここがその地で当社の起源であるとされている。
当社は元交野天津神と称したが、中古に至って樟葉神社と改め、後に天神宮と改め、その後に天神社と称したが、1888年（明治21年）2月に今の社名である交野天神社に改称している。
そもそも当郷の氏神は、現在は当社の末社となっている貴船神社であった。しかし、当地に光仁天皇を祀る社が新たに建立されてやがてそれが本殿となると、元々あった貴船神社は末社とされ、新たな本殿・交野天神社がこの一帯の氏神となった。しかし、慶長年間（1596年 - 1615年）の頃に町村が分離して新たに二社を別に建立し、一社には天児屋根命（春日神社）、一社には菅原道真（天満宮）を奉斎した。しかし、1872年（明治5年）に再び当社に合祀された。また、当社は村社に列せられている。
境内には原生林が生い茂っているが、そこに末社・貴船神社がある。元々は違う場所にあったのだが、後にこの場所に移築された。この場所は継体天皇の樟葉宮跡と伝えられている。神社の境内一帯は1984年（昭和59年）に枚方市から「枚方八景」の一つ「樟葉宮跡の杜」に指定された。
ただし、『五畿内志』、『河内名所図会』、『淀川両岸一覧』などには交野天神社を樟葉宮の跡地であるとする伝承・文書は記録されていないため、馬部隆弘は「明治7年に片埜神社が交野天神社から由緒を奪って堺県へ報告し、それに負けない由緒が交野天神社に必要になったため、明治20年に至ってから継体天皇との関係を主張し出した伝承である」と指摘している。
2018年（平成30年）9月の台風21号では境内の樹木が多数倒壊する被害が出た。

## 境内

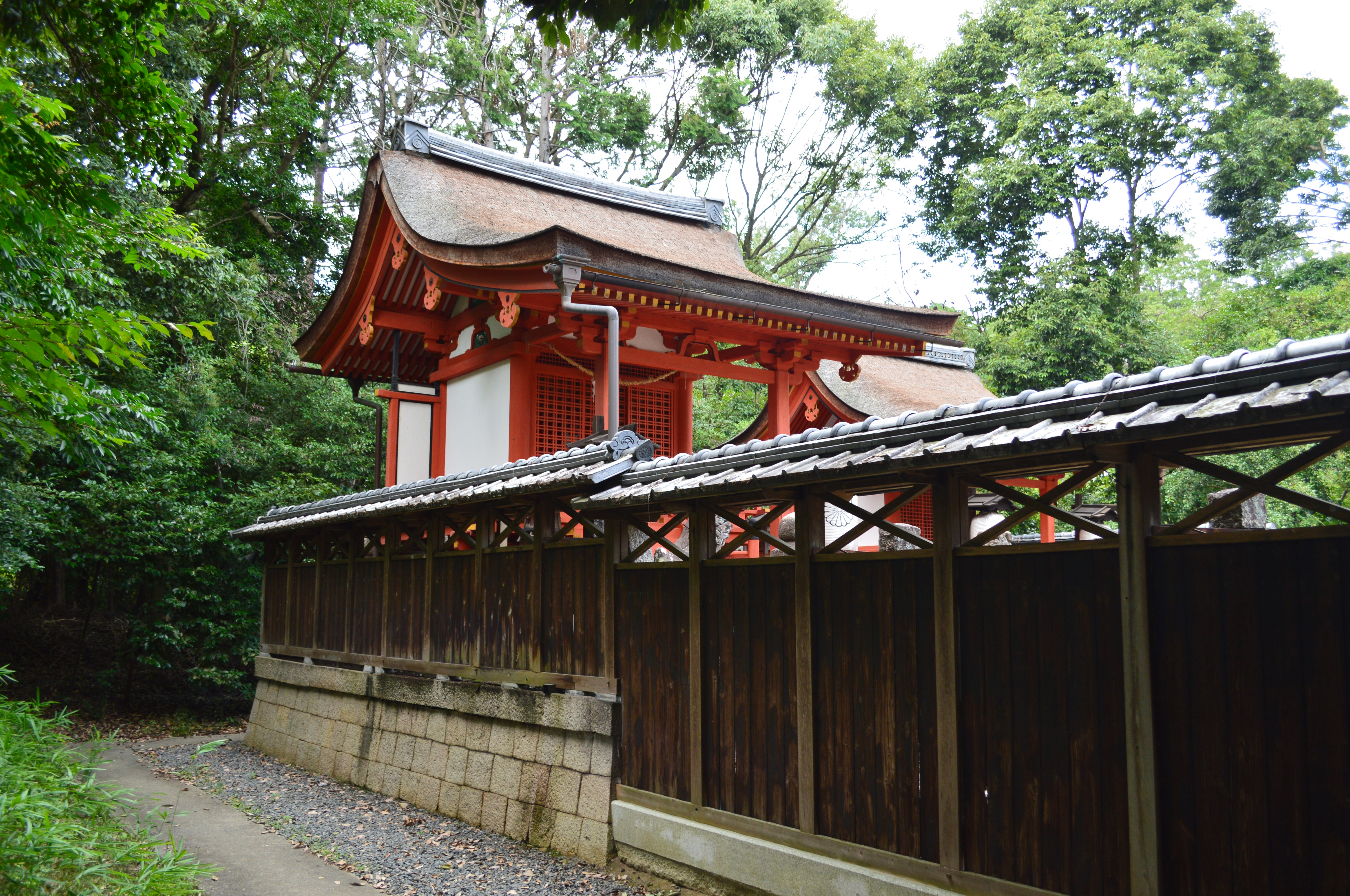
本殿（重要文化財）

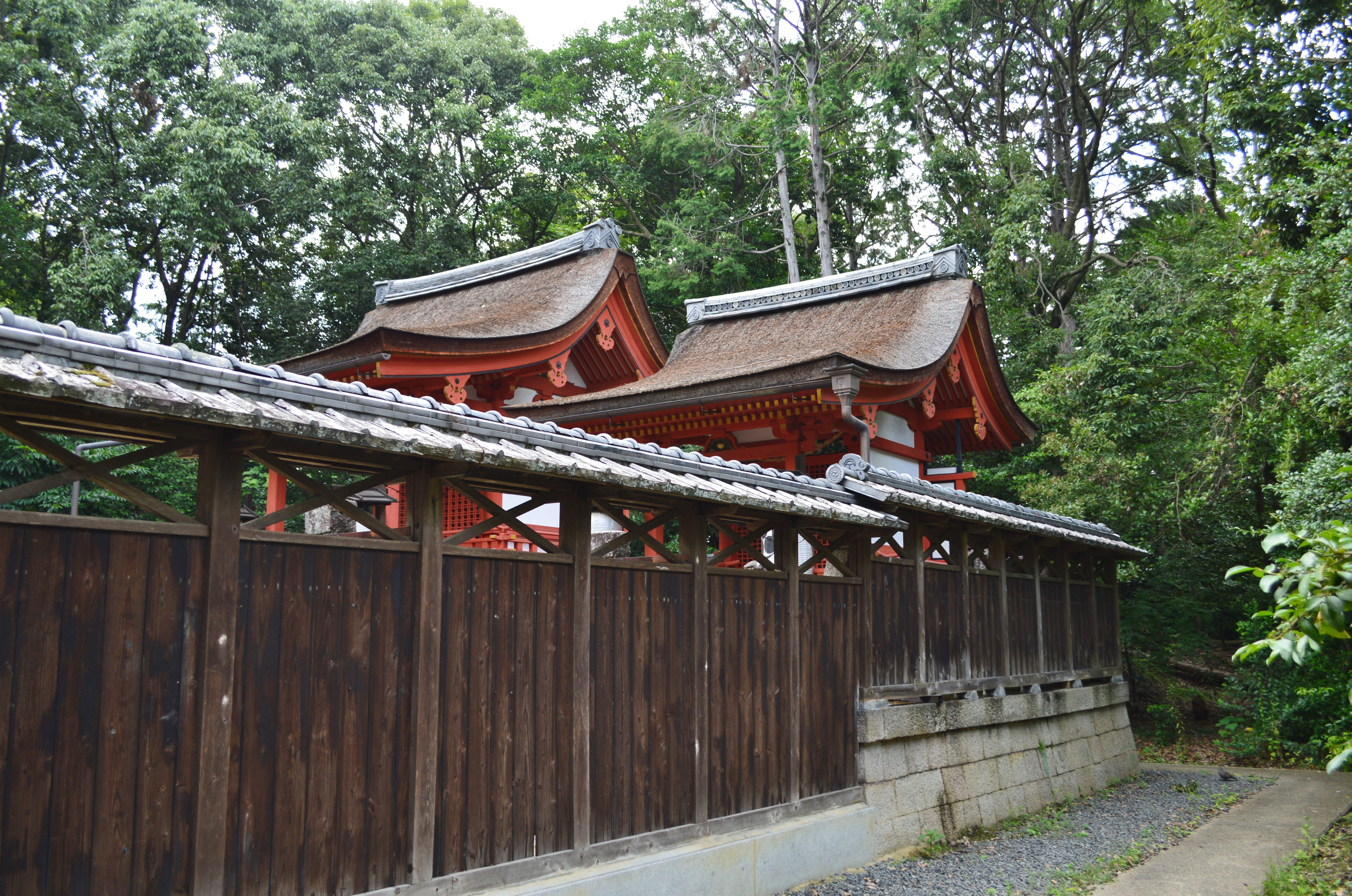
八幡神社（重要文化財）

- 本殿（重要文化財） - 応永9年（1402年）の建立だとされる[5]。しかし、鎌倉時代の建立で、嘉禎4年（1238年）と応永8年（1401年）に修理されているともいう[6]。一間社流造、檜皮葺。隣接して末社八幡神社本殿が並んで建つ。全体の外観は雄大な手法で鎌倉時代の様式を残し、蟇股（かえるまた）等の彫刻は繊細で美しいものが多く室町時代の初期の特色を備えている。1917年（大正6年）に国の特別保護建造物（現在の重要文化財に相当）に指定された[7]なお、一間社流造の建物としては我国最古のものであるという[1]。
- 拝殿
- 社務所

### 摂末社
- 貴船神社（枚方市指定有形文化財） - 一間社流造、檜皮葺[8]。この場所は、継体天皇樟葉宮跡伝承地（大阪府指定史跡）となっている。
- 八幡神社（重要文化財） - 一間社流造、檜皮葺。本殿と同じ頃の鎌倉時代の建立と推定され、本殿よりやや小振りでほぼ同じ造りをしている。構造や形状は本殿に等しく、向拝の蟇股や欄間の透彫に見るべきものがある。
- 大神社

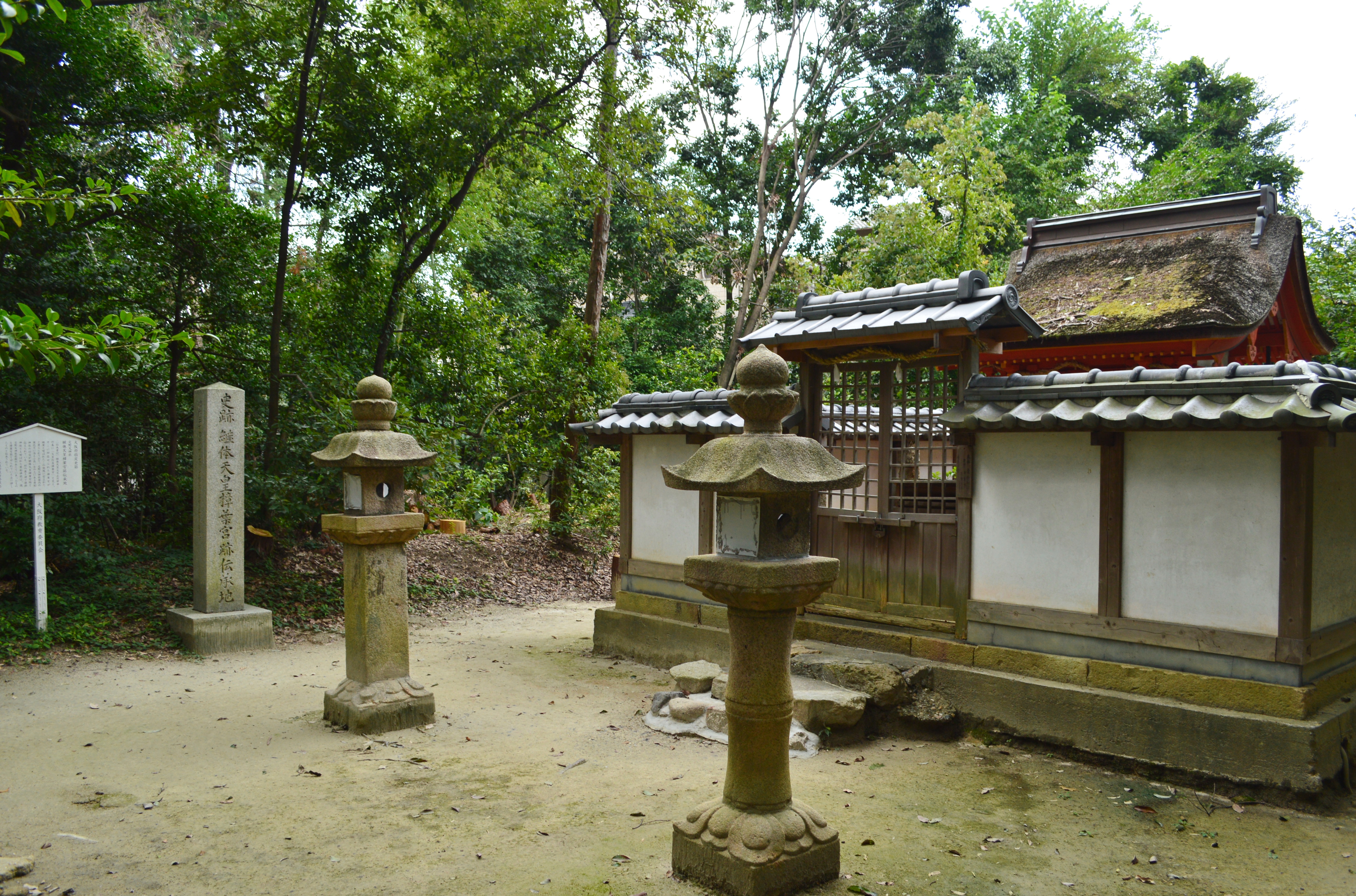
継体天皇樟葉宮伝承地碑・貴船神社（枚方市指定文化財）
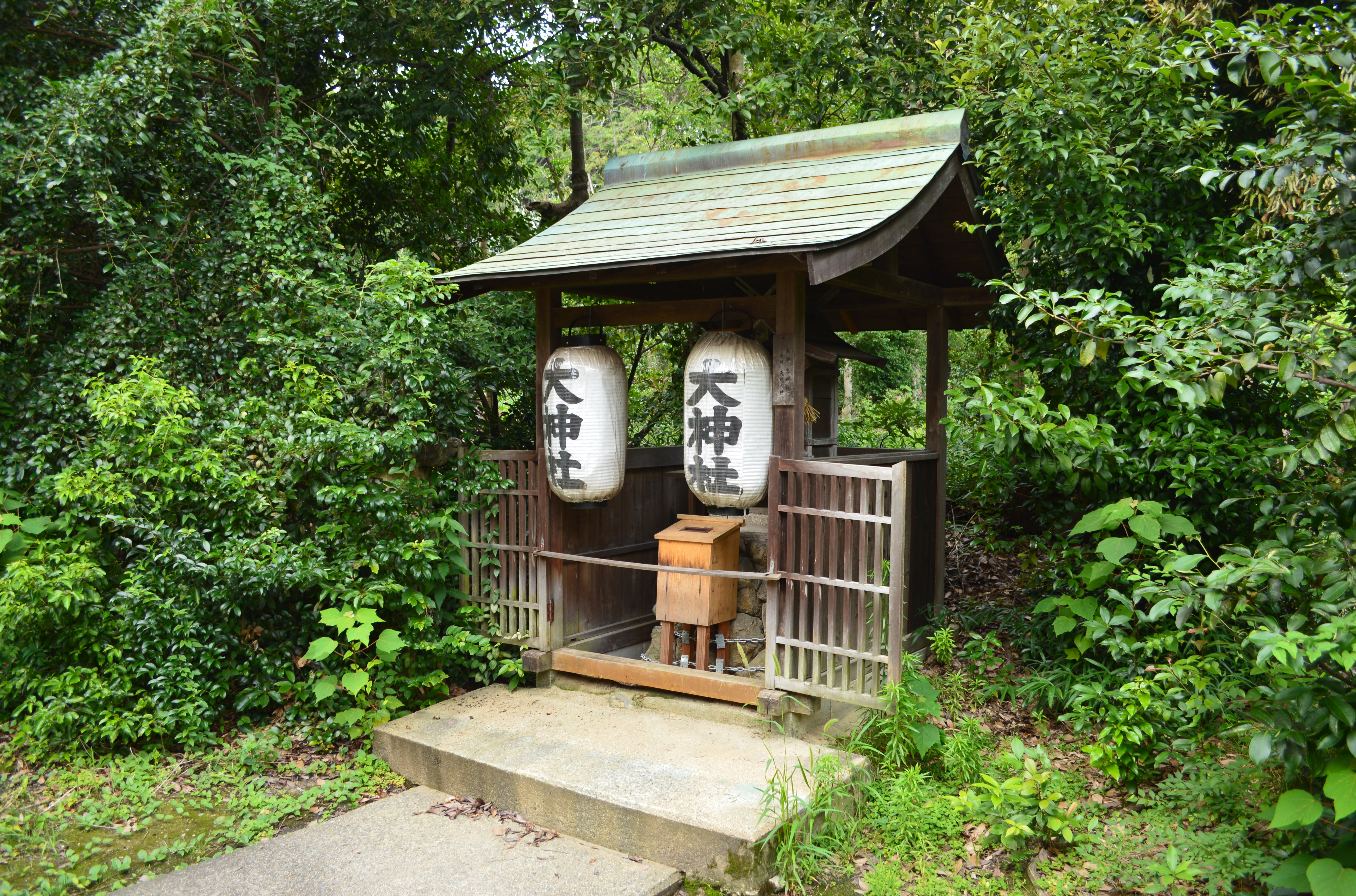
大神社
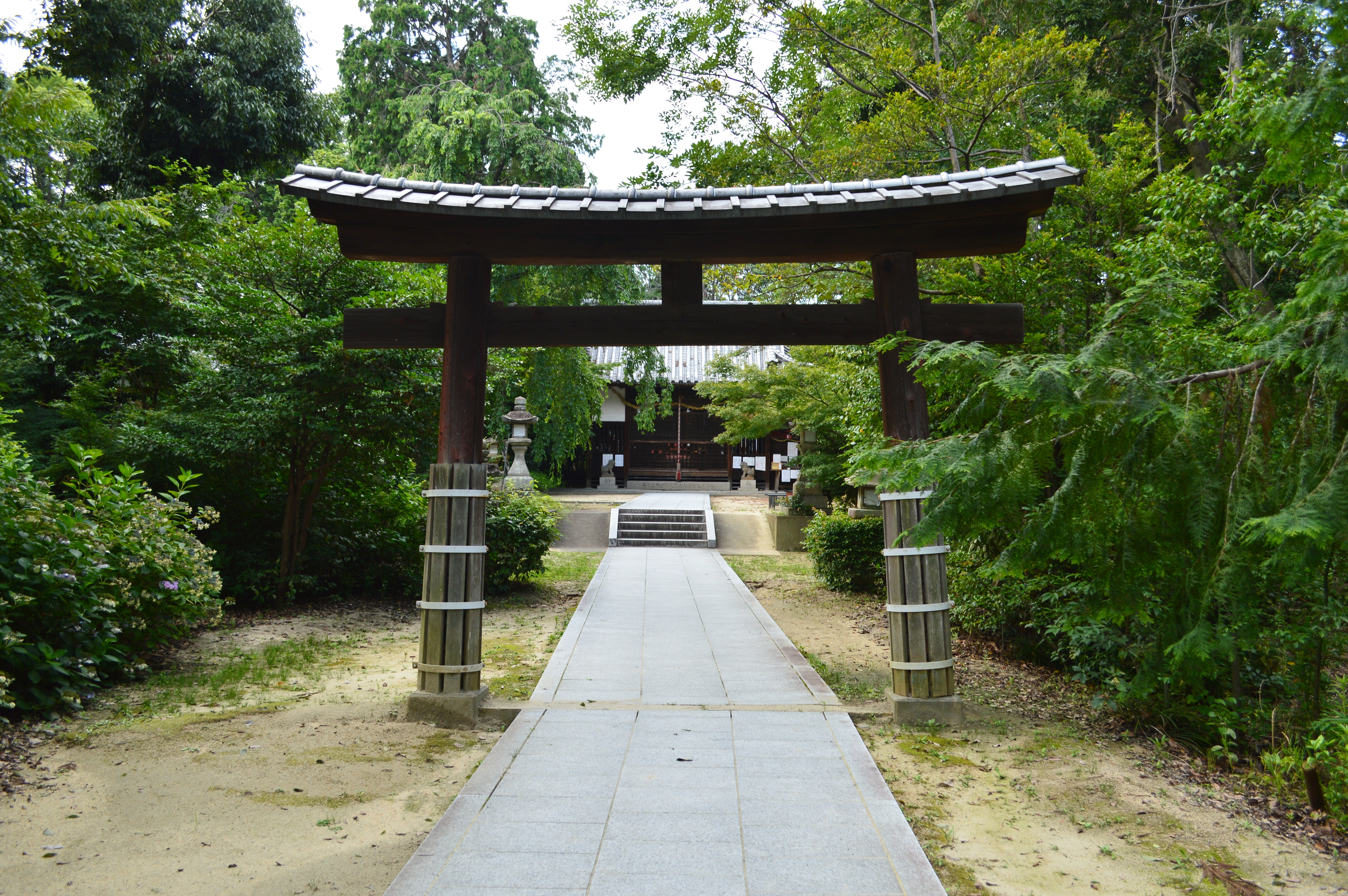
鳥居
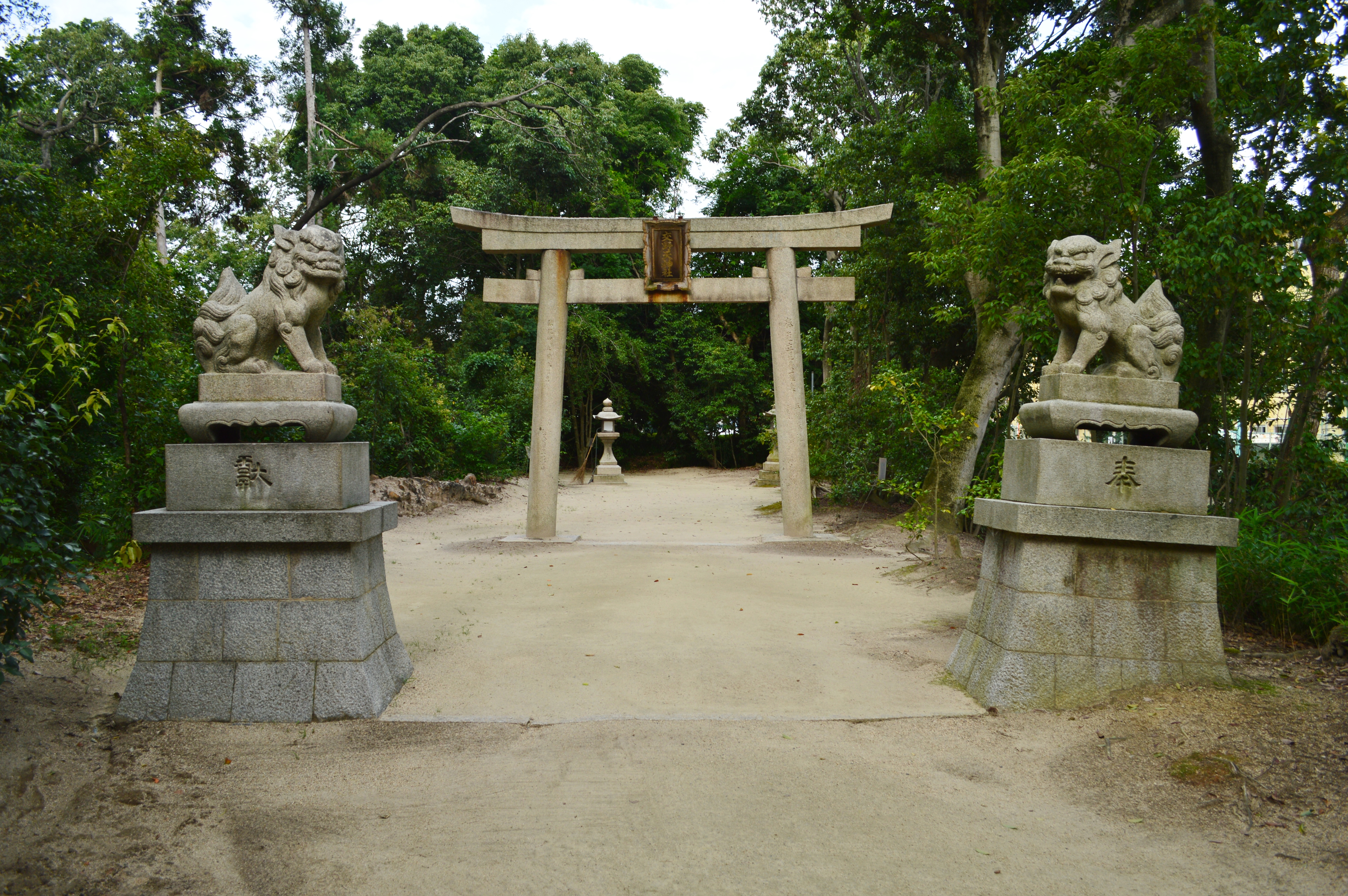
鳥居
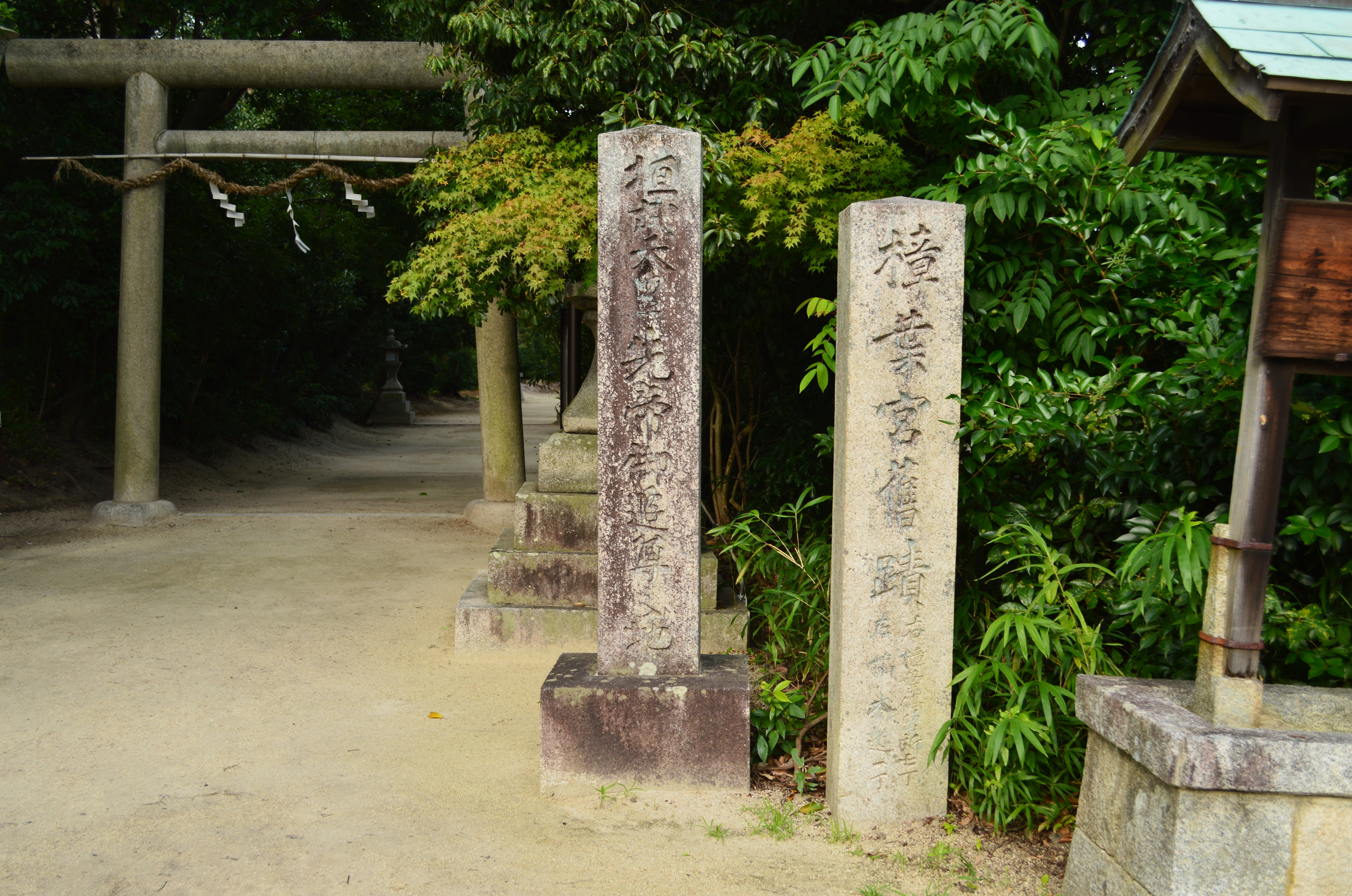
桓武天皇先帝御追尊之地碑
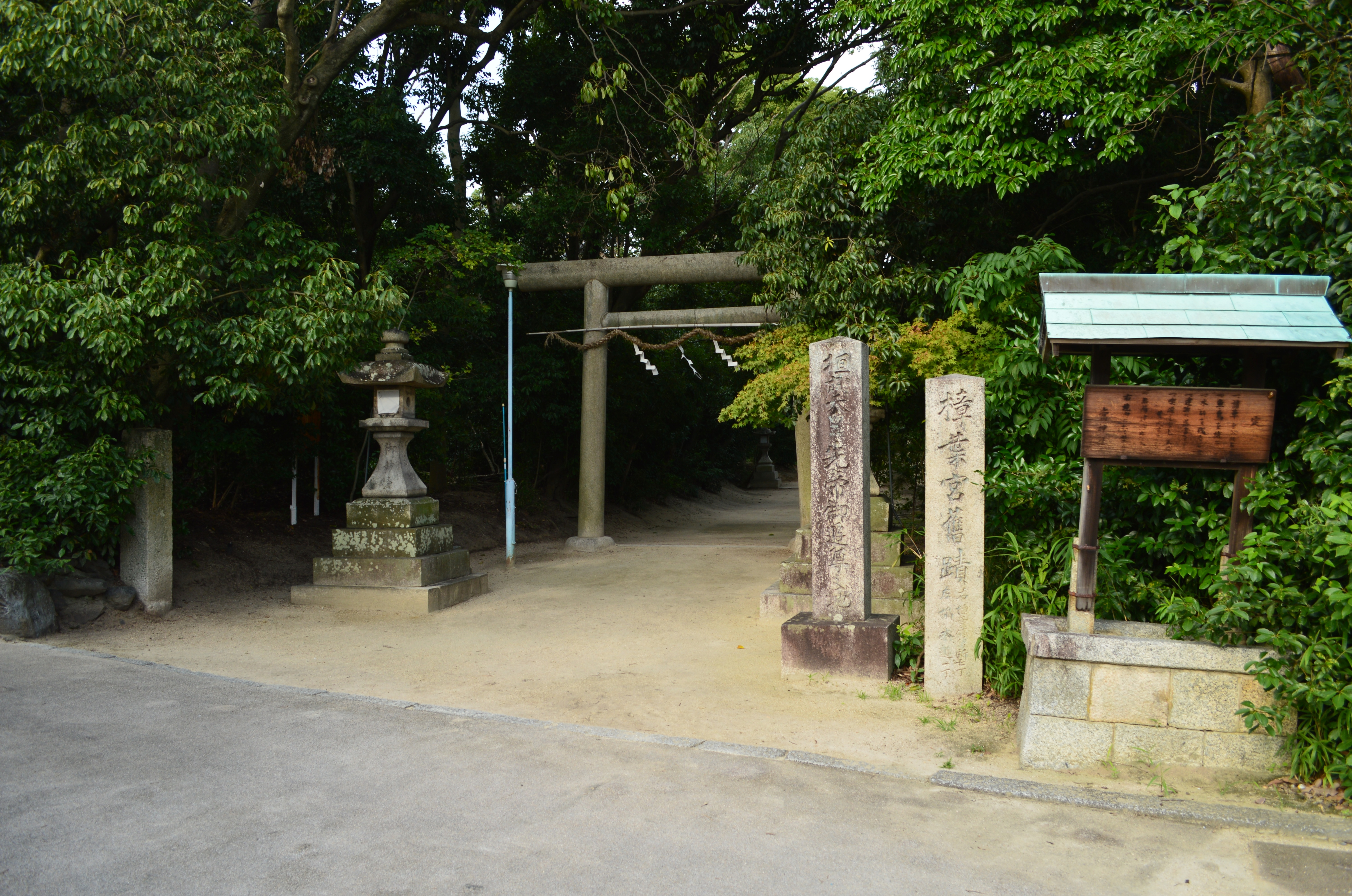
境内入り口

## 文化財

### 重要文化財
- 本殿 附：棟札（2枚） - 室町時代中期、応永9年（1402年）の造営。棟札は、1枚は応永九年壬午二月十六日上棟の記があるもの。もう1枚は上葺嘉吉二年癸亥十一月廿六日の記があるもの。1917年（大正6年）4月5日指定[9]。
- 交野天神社末社八幡神社本殿 - 室町時代中期の造営。1917年（大正6年）4月5日指定[10]。

### 大阪府指定史跡
- 継体天皇樟葉宮跡伝承地 - 1971年（昭和46年）3月31日指定[11]。

### 枚方市指定有形文化財
- 交野天神社末社貴船神社本殿 - 2004年（平成16年）4月1日指定[11]。

## 周辺
神社も協力する形で付近の商店で構成する「樟葉宮表参道商店会」が存在し、マスコットとして巫女姿の猫のゆるキャラで、ご当地キャラの「みっけちゃん」が2011年（平成23年）10月16日より活動している。

## 所在地
- 大阪府枚方市楠葉丘2丁目19-1

## アクセス
- 京阪本線 樟葉駅より北東へ約2km、徒歩約32分
  - 以前は樟葉駅発着のくずは丘コミュニティバス終点の市民の森バス停が徒歩5分の箇所にあったが、2018年（平成30年）3月限りで路線が廃止された[14]。